# Retersbeek (gehucht)
Retersbeek is een buurtschap van Klimmen in de gemeente Voerendaal, in de Nederlandse provincie Limburg. De buurtschap ligt in het Bekken van Heerlen en in het Geleenbeekdal. De ongeveer 70 boerderijen en huizen liggen in een lintbebouwing langs de weg van Klimmen naar Ten Esschen. Parallel aan de weg loopt de Retersbeek, die ontspringt in het brongebied onder aan de Klimmenderberg. De beek heeft een lengte van circa 4 kilometer.

## Boerderijen en kastelen

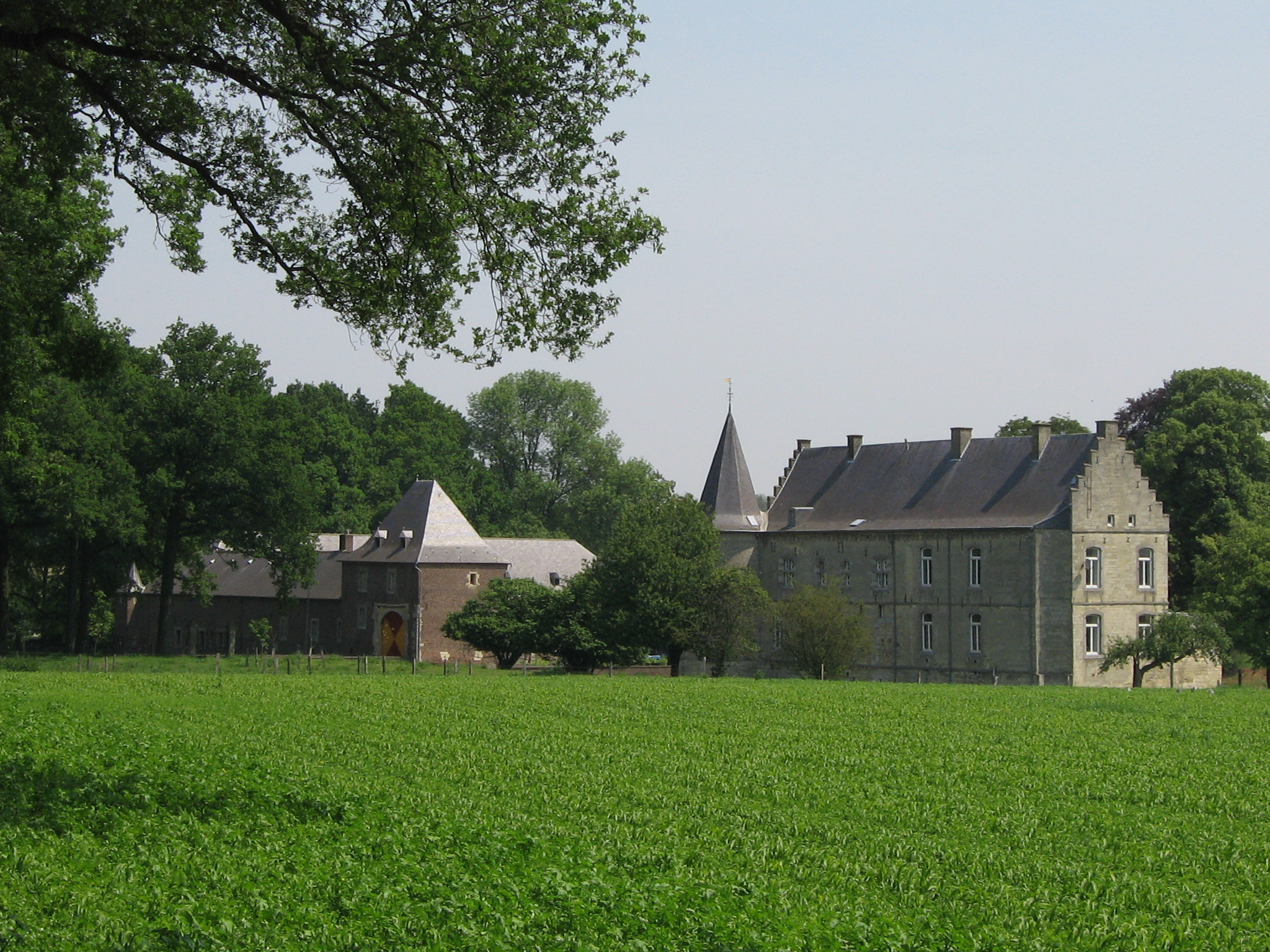
Kasteel Rivieren

Naast de grote boerderijen, zoals het 17e-eeuwse 't Hofke, de Carishof (1640), de Retersbekerhof, de Sophiahof en de Nieuw-Hof (1916), bevinden zich 2 kastelen in Retersbeek.
't Huuske (Huiskenshof of Huize Retersbeek) is een omgracht herenhuis, met een U-vormige kasteelhoeve.
Kasteel Rivieren stamt uit de 16e eeuw. Het herenhuis heeft een ronde hoektoren en is uit mergel opgetrokken. De U-vormige bakstenen hoeve dateert uit de 18e eeuw. Het hele complex ligt aan de oevers van de Retersbeek, de Luiperbeek en de Geleenbeek. De eigenaar is graaf De Marchand d'Ansembourg.

## Beroemde inwoners
- Hans Truijen (13 februari 1928 – 9 juli 2005) woonde op kasteel 't Huuske en was kunstschilder. In de Sint-Catharinakapel van Oud Lemiers maakte hij in 1978 expressionistische muurschilderingen.